# Juanita Sheridan
Pour les articles homonymes, voir Sheridan.
Juanita Sheridan, née en 1906 et morte en 1974, est une femme de lettres américaine, auteure de roman policier.

## Biographie
Son grand-père mène « une vie aventureuse de pionnier du Texas au Yukon et au Mexique »  et meurt lors d'un différend avec Pancho Villa. Le père de Juanita Sheridan meurt également de façon violente et suspecte d'un empoisonnement au cours d'une campagne électorale en Oklahoma. Juanita et sa mère doivent donc subvenir à leurs besoins au gré d'une vie errante et mouvementée.
Devenue adulte, Juanita travaille quelques années comme script-girl à Hollywood, puis s'installe à Honolulu pendant sept ans et se consacre à l'écriture.
En 1943, elle publie son premier roman, écrit en collaboration avec Dorothy Dudley. En 1949, elle crée pour une série de quatre romans les personnages de la jeune romancière Janice Cameron et de son amie d'origine chinoise Lily Wu, une « détective intuitive et intrépide ».

## Œuvre

### Romans

#### SérieJanice Cameron et Lily Wu
- The Chinese Chop (1949)
- The Kahuna Killer (1951)
- The Mamo Murders (1952)
- The Waikiki Widow (1953) Publié en français sous le titre Lady Blanche, Paris, Éditions Ditis, coll. « Détective-club »-Suisse no 113 (1955) ; réédition, Paris, Éditions Ditis, coll. « Détective-club »-France no 96 (1955)

#### Autre roman
- What Dark Secret (1943) (coécrit avec Dorothy Dudley)

### Nouvelles
- There Are No Snakes in Hawaï (1954) Publié en français sous le titre Pas de serpent à Hawaï, Paris, Éditions OPTA, Mystère magazine no 114 (juillet 1957)
- A Lei for Aloha (1962) Publié en français sous le titre Fleurs de bienvenue, Paris, Fayard, le Saint détective magazine no 83 (janvier 1962)

## Sources
: document utilisé comme source pour la rédaction de cet article.
- Jacques Baudou et Jean-Jacques Schleret, Les Métamorphoses de la chouette : Détective-club, Paris, Futuropolis, 1986, 191 p. (ISBN 978-2-737-65488-6), p. 135.
- Claude Mesplède (dir.), Dictionnaire des littératures policières, vol. 2 : J - Z, Nantes, Joseph K, coll. « Temps noir », 2007, 1086 p. (ISBN 978-2-910-68645-1, OCLC 315873361), p. 768.